# Miro Zryd
Miro Zryd (* 3. November 1994 in Adelboden) ist ein Schweizer Eishockeyspieler, der seit Juli 2024 beim EHC Biel aus der Schweizer National League unter Vertrag steht und dort auf der Position des Verteidigers spielt. Seine Großtante Annerösli Zryd wurde 1970 Ski-Weltmeisterin in der Abfahrt.

## Karriere
Zryd wuchs in Adelboden im Berner Oberland auf, wo er beim lokalen Verein, dem EHC Adelboden, das Eishockeyspiel erlernte. In der Saison 2010/11 kam er für das Fanionteam zu seinem Debüt in der 1. Liga (dritthöchste Spielklasse). Zur Saison 2013/14 wechselte er in den Nachwuchs der SCL Tigers, wo Zryd für die Elite-Junioren auf dem Eis stand. Nach der Saison 2013/14 konnte er nicht länger für die Junioren spielen und erhielt zunächst kein Angebot für einen Profivertrag. Daher kehrte der Verteidiger nach Adelboden zurück. Ein Anruf bei Tigers-Sportchef Jörg Reber führte dann jedoch dazu, dass Zryd die Saisonvorbereitung beim SC Langnau bestritt und sich seinen ersten Profivertrag erkämpfte. Gleich in seiner ersten Saison 2014/15 als Profi gewann er mit den Tigers die Meisterschaft der National League B (NLB) und stieg mit den Tigers in die National League A (NLA) auf.
Im Herbst 2017 unterschrieb der Verteidiger einen Vertrag beim EV Zug, der ab der Saison 2018/19 galt. Mit dem EVZ konnte er gleich in seinem ersten Jahr beim neuen Arbeitgeber den Schweizer Cup gewinnen. Zudem sicherte sich das Team den Titel des Vizemeisters. Zur Saison 2020/21 wechselte Zryd innerhalb der Schweiz zum SC Bern, wo er Zweijahresvertrag unterzeichnete. Diesen erfüllte er jedoch nicht, obwohl er mit dem SCB ebenfalls den Cup-Wettbewerb gewann, und kehrte bereits zur Spielzeit 2021/22 zu den SCL Tigers zurück. Im Sommer 2024 wechselte er zum Ligakonkurrenten EHC Biel.

### International
Im Frühling 2018 stand Zryd erstmals im Aufgebot der Schweizer Nationalmannschaft. Im Rahmen der Vorbereitung auf die Weltmeisterschaft 2018 kam er zu vier Länderspielen.

## Erfolge und Auszeichnungen
- 2015 Meister der NLB und Aufstieg in die NLA mit den SCL Tigers
- 2019 Schweizer Cupsieger mit dem EV Zug
- 2019 Schweizer Vizemeister mit dem EV Zug
- 2021 Schweizer Cupsieger mit dem SC Bern

## Karrierestatistik
Stand: Ende der Saison 2024/25
(Legende zur Spielerstatistik: Sp oder GP = absolvierte Spiele; T oder G = erzielte Tore; V oder A = erzielte Assists; Pkt oder Pts = erzielte Scorerpunkte; SM oder PIM = erhaltene Strafminuten; +/− = Plus/Minus-Bilanz; PP = erzielte Überzahltore; SH = erzielte Unterzahltore; GW = erzielte Siegtore; 1 Play-downs/Relegation; Kursiv: Statistik nicht vollständig)